# Condado de Carcasona

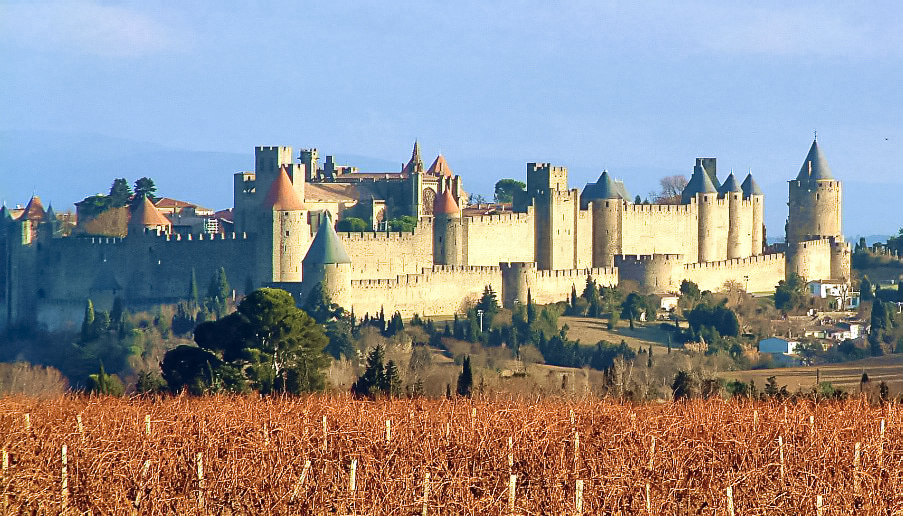
Vista de la ciudad fortificada de Carcasona.

El condado de Carcasona fue una jurisdicción feudal existente entre los siglos VIII y XI en territorio occitano, con capital en la Ciudadela de Carcasona.

## Primera dinastía
A Bellón, hipotético primer conde, le sucedió Guisclafredo I de Carcasona, su hijo mayor y sucesor en el condado a su muerte en el año 810. Guisclafredo murió sin descendencia y el condado fue heredado por su hermano Oliba I, que gobernó también el Rasez. Casado dos veces, con Elmetruda y Riquilda tuvo tres hijos: Oliba II, Sunifredo (abad de Lagrasse) y Acfredo I de Carcasona. El condado y su patrimonio, a su muerte, fue gobernado en común por sus hijos y nietos recayendo el título en Bernardo de Septimania, conde de Tolosa. Continuó unido a esta jurisdicción, sucediéndose hasta el año 844 en que Argila, hijo de Berá de Barcelona, fue restituido en sus honores del Conflent y el Rasez y, a su muerte un año más tarde, su sucesor fue Bera II, mencionado como conde en una carta datada en febrero del 846. El siguiente conde, hijo de Bera II, Miró Euti, tras su participación en la rebelión contra Carlos el Calvo, fue confiscado de sus dominios y título, pasando a formar parte de los dominios de Fredo de Tolosa. Transmitido a su muerte en el 852 a su hijo Ramón I de Tolosa, a su fallecimiento en el año 863 fue proclamado conde Hunifredo de Barcelona, marqués de Septimania. Tras un año, del 864 al 865, sin cabeza en el condado, fue asignado juntamente con el condado de Rasez a Oliba II por orden real, quien otorgó la parte correspondiente del Rasez a su hermano Acfred. Oliba II fue destituido temporalmente en beneficio de Bernardo II de Tolosa, aunque recuperó el título y dominios al ser asesinado el conde Bernardo. Fue sucedido por su hermano Acfredo I de Carcasona, casado con Adelinda de Tolosa primero y con Auvernia posteriormente, tuvo tres hijos, Guillem y Acfredo (duques de Aquitania y condes de Auvernia) y Bernat. A su muerte, en el año 906, el condado fue transmitido a Benció I de Carcasona, hijo de Oliba II, que murió sin descendencia siendo sucedido por su hermano Acfredo II. A la muerte de Acfredo en 933 o 934, y sin descendencia masculina conocida, el condado pasó a manos de su hija Arsenda (o Arsinde), terminando así el dominio territorial de los descendientes de Bellón en Carcasona.
Entre Acfredo II de Carcasona y Roger I de Cominges, conde de Carcasona, que es el siguiente conde identificado, no hay fuentes fiables que indiquen quien gobernó el condado. Una explicación es la que Arsenda, mujer de Arnau (Arnaud, Arnó), conde de Cominges y de Couserans, y madre de Roger I de Cominges-Carcasona, era hija de Acfredo II de Carcasona, aunque no hay pruebas de su parentesco. Resaltando que la cronología para esta hipótesis es desfavorable, ya que Arsenda sería demasiado joven para ser hija de Acfredo II. El caso es que a mediados del siglo X se inicia una nueva dinastía, la de Cominges-Carcasona con Arnau I de Cominges y su mujer Arsenda.
- 790-810: Bellón I de Carcasona
- 810-821: Guisclafredo I de Carcasona
- 821-837: Oliba I de Carcasona
- 837-844: Bernardo de Septimania
- 844-845: Argila
- 845-850: Bera II, conde de Rasés
- 850: Miró Eutil
- 850-852: Fredo I de Roergue
- 852-863: Raimundo I de Roergue
- 863-864: Hunifredo, conde de Barcelona
- 864-865: periodo sin conde
- 865-872: Oliba II
- 872: Bernardo II de Tolosa
- 872-877: Oliba II, segundo periodo
- 877-906: Acfredo I de Carcasona
- 906-908: Benció I de Carcasona
- 908-933 /934: Acfredo II de Carcasona
- 933 /934: Arsenda de Carcasona, casada con Arnau I de Cominges, conde de Cominges

## Dinastía Cominges-Carcasona, Beziers-Carcasona
El hijo del matrimonio Arsenda- Arnau, Roger I de Carcasona, apodado El Vell (El Viejo), heredó el condado. Casado con Adelaida de Gévaudan, mantuvo enfrentamientos y batallas con Oliba Cabreta de Cerdaña, Fenolleda, Capcir, Donasá y Besalú, por sus pertenencias del condado de Rasez, perdiendo la zona sur del Perapertusés. Roger I murió en 1012; la dinastía Cominges continuó la práctica, extendida en el Midi de asociar a hermanos, hijos, nietos y sobrinos en el gobierno. El título condal fue obstentado simultáneamente por sus tres hijos junto a su padre, Ramón I, Bernardo I y Pedro I, mientras que su hija, Ermesenda de Carcasona, contrajo matrimonio con Ramón Borrell de Barcelona y Gerona.
Ramón I se casó con Garsenda, vizcondesa de Béziers y de Agda, y a su muerte se unió su parte hereditaria del condado de Carcasona con el Vizcondado de su mujer, iniciándose la línea dinástica Besiers-Carcassona. Bernardo I, fue conde de Cominges, inició la dinastía Cominges-Carcasonesa de Bigorra por matrimonio con la condesa Garsenda y perteneció a la dinastía de los condes de Foix. Pedro I, aunque mantuvo el título condal, se dedicó a la vida eclesiástica y fue obispo de Gerona (1010-1050).
Ramón I murió en 1010 y fue sucedido, como conde de Carcasona por su hijo Guillermo en 1012. A la muerte de este, en 1034, su hijo Ramón II, heredó el condado y título asociado a sus hermanos Pedro III y Bernardo II; también heredó los dominios de Garsenda de Beziers y Agda, y el condado de Rasez tras un breve periodo de separación dinástica; murió en 1068 sin descendencia y el condado fue dividido entre las tres hijas de su hermano Pedro II: Garsenda de Carcasona casada con Ramón II Vizconde de Narbona, Ermengarda de Carcasona casada con Ramón Bernardo I Trencavel Vizconde de Nimes y de Albi, y Adelaida de Carcasona casada con Guillermo Ramón Conde de Cerdaña.
- 934-957: Arnau I de Cominges
- 957-1012: Roger I de Carcasona
- 1012-1034: Guillermo I de Carcasona
- 1034-1068: Ramón II de Carcasona
- 1068-1069: Garsenda de Carcasona, Ermengarda de Carcasona y Adelaida de Carcasona.

## Casa de Barcelona,dinastía Trencavelyvizcondado de Carcasona

Blasón de los Trencavel, vizcondes de Carcasona.

El conde de Barcelona, Ramón Berenguer I, compró en el año 1069, los condados a las tres herederas por «4.000 mancusos procenentes de las paries» pasando a titular como conde de Carcasona, Rasez y vizconde de Beziers y Agda. Su hijo, Ramón Berenguer II, heredó los títulos y fue también conde y vizconde hasta su muerte en 1082.
En el condado de Barcelona:
- 1069-1076: Ramón Berenguer I, conde de Barcelona,
- 1076-1082: Ramón Berenguer II, conde de Barcelona

El 1082 Bernardo Aton IV Trencavel, hijo de Ermengarda de Carcasona y Ramón Bernardo Trencavel, reclamó los condados y vizcondados, alegando los derechos de linaje por parte de su madre. Los Trencavel se apoderaron de ellos y fueron señores de hecho de los dominios aunque con el título de vizcondes. Ermengarda murió en 1101 y Bernardo Aton I, IV de Nimes y de Albi fue proclamado formalmente Vizconde de Carcasona, Rasez, Beziers y Agda.
La casa condal de Barcelona defendió sus derechos continuamente; en 1107, por ejemplo, Ramón Berenguer III se apoderó de la Cité de Carcasona. A la muerte de Bernardo Aton sus hijos Bernardo IV y Roger I lo sucedieron, el primero heredando los títulos de Nimes y Agda, el segundo los de Carcasona, Rasez, Beziers y Albi. Roger murió sin descendencia en 1150 y su hermano Ramón Trencavel gobernó los estados hasta 1167, reconociendo la soberanía de Barcelona. Su hijo Roger V y III de Beziers fue vizconde hasta 1194 juntamente con su hermano Ramón Trencavel II. El título pasó a su hijo Ramón Roger Trencavel hasta que en 1209, en la cruzada albigense fue desposeído y encarcelado por Simón de Montfort. Sus familiares, como Bernardo Aton IV de Nimes y Agda, también perdieron sus dominios a consecuencia de esta cruzada.
En 1224 el hijo de Ramón Roger, Ramón Trencavel II, tras algunos intentos fallidos, recuperó los estados de su padre, pero los volvió a perder en 1227. Recuperados de nuevo en 1240, finalmente en 1247 los cedió al rey de Francia definitivamente.